# Dysphania discalis
Dysphania discalis là một loài bướm đêm trong họ Geometridae.